# Jurema (bebida)

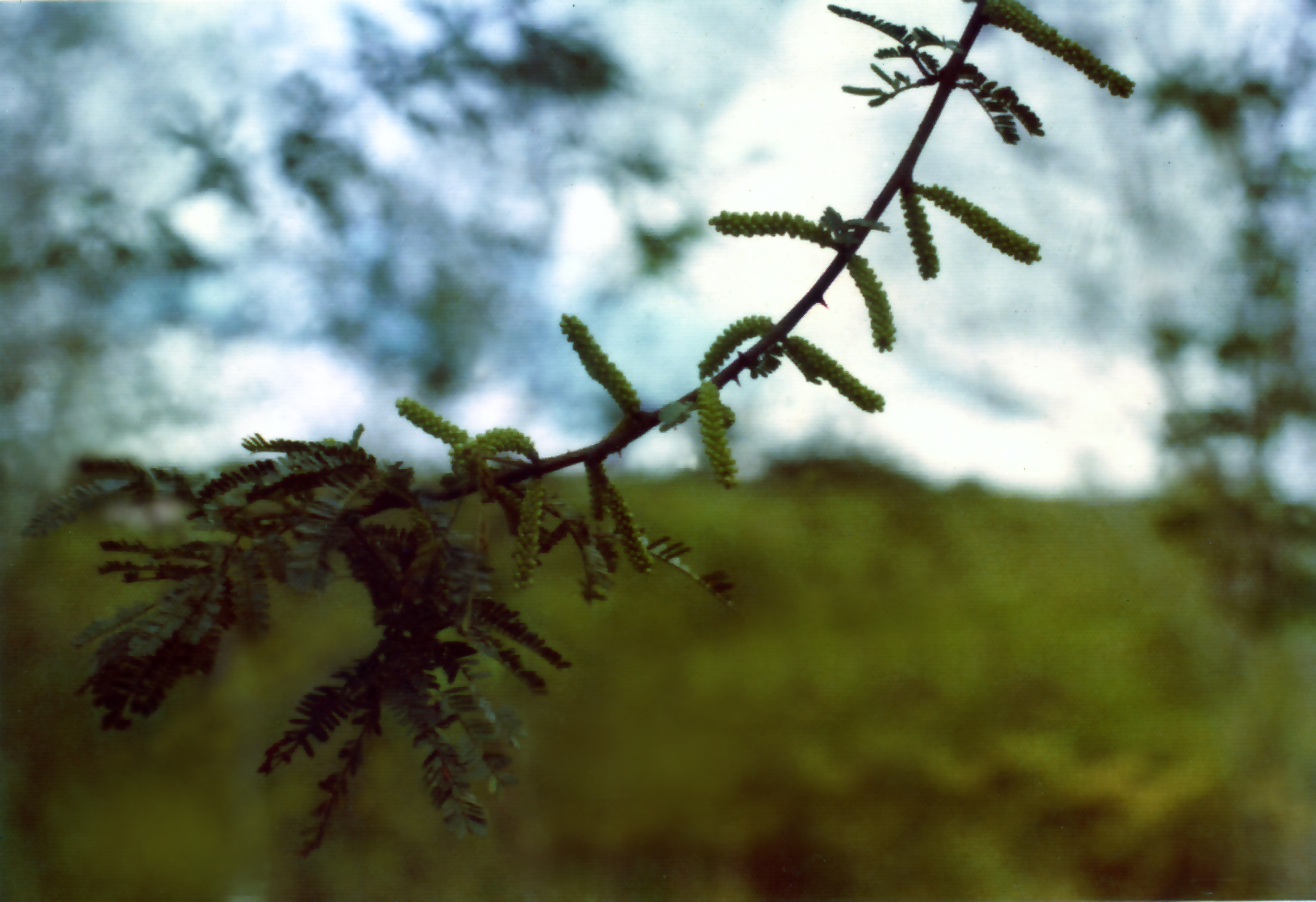
Jurema-preta (Mimosa hostilis ?).

Jurema é um conjunto de beberagens feita com partes de árvores de mesmo nome. A jurema apresenta representações que variam em cada um dos espaços sociais, entretanto sempre se referenciando a uma força espiritual única, mesmo em sistemas onde não há bebida. Era a bebida sagrada que os pajés indígenas faziam, servida em reuniões especiais. Após a colonização e até o século XIX beber jurema era sinônimo de feitiçaria ou prática de magia, sendo que muitos índios e caboclos foram presos acusados de praticarem o "adjunto da jurema". Clarice Mota postula a existência de um complexo da jurema como um grupo de representações que não apenas incluem plantas de nome Jurema, mas as concepções existentes em torno delas, sendo uma demonstração das misturas culturais que ocorrem no país, de forma que a Jurema possui muitas faces.

## Composição bioquímica e efeito psicoativo
O pernambucano Gonçalves de Lima, em 1943, foi o primeiro a determinar a presença de um alcaloide que designou como "nigerina", (atualmente conhecido como Dimetiltriptamina - DMT) no Ajucá, ou Vinho de Jurema, preparado pelos índios pancararús com a planta Jurema-preta. Em pesquisa aos índios Xucuru de Ororuba identificou a preparação do veuêka, hidromel fortificado com cascas da Jurema-preta. O hidromel anteriormente empregado pelos indígenas na preparação da bebida foi substituído pela aguardente de cana e também pelo mel industrializado.
Para entender o efeito da jurema não basta apenas analisar a composição molecular e compará-la com as denominadas drogas alucinógenas, é necessário situar-se no contexto de expectativas e formas de uso da substância, ou seja, os mitos ou crenças a seu respeito. Não há dúvidas, porém, por semelhança dos relatos de seu efeito, da identificação deste com as descrições de possessão divina e êxtase religioso e o efeito psicodélico de manifestação de divindade, como sugere o nome enteógeno em sua classificação mais recente. A Jurema-preta possui em sua composição um dos mais potentes ecodélicos, a Dimetiltriptamina, substância também produzida pelo corpo humano em situações de nascimento, morte, quase-morte, contatos místicos espontâneos, profecias e sonhos, necessária ao funcionamento normal do corpo humano. Nesse sentido, Strassman ao comparar as profecias da Bíblia Hebraica com as características subjetivas da DMT encontrou semelhanças e diferenças fundamentais, elencando pontos de encontro à DMT produzida pelo corpo humano e as profecias. Apesar DMT não ser eliciadora da glória divina, mas facilitar a prontidão, é através de um processo educacional de desenvolvimento da racionalidade (que ocorre durante a experiências do cotidiano), juntamente com o desenvolvimento da imaginação e estética (que ocorre pelo êxtase) que se pode localizar revelações genuínas. A partir disso ele propôs um modelo Teoneurológico (em contraposição ao modelo neuroteológico), sendo o cérebro um receptor do efluxo divino e não criador deste. Camargo explica que "ao tratar-se das bebidas rituais, não se pode, todavia, descartar o forte vínculo existente entre plantas psicoativas e os transes místicos ou de possessão, na vida religiosa do homem desde tempos pretéritos, tal como existiu entre povos primitivos em diferentes partes do mundo". As bebidas rituais indígenas, no Brasil, têm registros que remontam a vários séculos e que tais bebidas variavam segundo as diferentes culturas e regiões onde ocorria o consumo das mesmas, sempre em cerimônias de caráter mágico-religioso. Nascimento escrevendo sobre os cariris refere-se aos "Encantados" e esboça uma classificação de seus rituais como: "Ouricuri", "Praiás" e "Torés". 

## Uso indígena
Rituais que incluem a ingestão da bebida preparada com a jurema são praticado por remanescentes indígenas no Nordeste do Brasil, apesar do processo de integração à sociedade nacional e do histórico combate pela colonização católica, através da inquisição e da perseguição policial como referido. Podem ser identificadas como etnias indígenas que utilizam a Jurema em seus rituais: Cariris, tuxás, pancararés no Nordeste; tupinambás de Olivença – Sul da Bahia; aticuns, fulniôs, Capinauás e xucurus-cariris em Pernambuco, cariris-xocós de Alagoas e os xocós de Sergipe 
Segundo Carlos Estêvão que visitou os pancararús de Brejo dos Padres em Tacaratú Pernambuco, 1936  O preparo da Jurema ocorre da seguinte forma: Raspada a raiz, para eliminação da terra que, porventura, nela esteja agregada, em seguida é colocada sobre outra pedra e macerada. Quando a maceração está completa, bota-se toda a massa dentro de uma vasilha com água, onde a espreme com as mãos. Pouco a pouco, a água vai-se transformando numa infusão (golda) vermelha e espumosa, até ficar em ponto de ser bebida. Pronta para este fim, dela se elimina toda a espuma, ficando, assim, inteiramente limpa. Ao ficar nesse estado, o mestre cerimônia acende um cachimbo tubular, feito de raiz de jurema, e, colocando-o em sentido inverso, isto é, botando na boca a parte em que se põe o fumo, assopra sobre o líquido da vasilha fazendo com a fumaça uma figura em forma de cruz e um ponto em cada um dos ângulos formados pelos braços da figura.

### A influência africana
Tanto o habito de fumar como de ingerir a bebida, foram incorporados a rituais de origem e influência africana, a exemplo do candomblé, umbanda, catimbó e jurema, sendo que os dois últimos apresentam marcantes influências indígenas. Segundo Assunção  que estudou a Jurema na umbanda nordestina, as entidades espirituais identificadas como pertencentes ao universo da "jurema" são caboclos, índios e mestres. Uma caracterização de entidades (como "Mestre Carlos" e outros mestres, caboclos e índios como "Pena Branca", "Arranca Toco", "Sultão das matas" e da própria "Cabocla Jurema") é essencial para compreender o direcionamento desse efeito. Um avaliação destas características bem como dos contextos sociais da umbanda e catimbós ou candomblés de caboclo e seus sistemas de crença precisa ser considerada conjuntamente com seu efeito a partir da ação de alcaloides encontrados nos vegetais utilizados na composição das bebidas, tais como o DMT - Dimetiltriptamina ativado ou desativado por distintas combinações farmacológicas. Assim, "quando se trata de enteógenos, não se deve maximizar excessivamente as propriedades farmacológicas das plantas, mas perceber que estas são veículos do contato com um mundo transcendental perceptível somente através da experiência mística. Há que se considerar suscetibilidades individuais, culturais, psicológicas, bioquímicas etc para o êxtase." 
Assunção pondera que, se um processo de simbolização progressiva que ocorre com a planta jurema e com as demais plantas medicinais substituindo o uso real ao ponto de não mais saber sequer reconhecer, no caso, a jurema verdadeira, como em alguns centros de umbanda, desta forma, o que justifica a permanência do símbolo Jurema? Segundo ele, nesse processo a umbanda procurou absorver o conteúdo simbólico/sagrado existente na "jurema" e nos catimbós, o saber sobre o mundo vegetal, suas propriedades e o poder tradicional de cura. Ao analisar o Vinho de Jurema empregado em rituais afro-brasileiros, Camargo verificou que ele vem sofrendo substanciais transformações, quando comparado ao Ajucá dos antigos índios do sertão pernambucano. Com respeito aos ingredientes empregados na preparação do Vinho sabe-se que este, a partir do momento que se expandiu do ambiente indígena para novos ambientes onde a bebida impõe seu valor sacral, outros ingredientes foram acrescentados. Foram encontradas aproximadamente 23 espécies que podem ser entrar na preparação desta bebida, nas religiosidades afro-brasileiras, que leva além de cachaça, vinho tinto e mel. Dentre as plantas citam-se pela frequência nas receitas a canela, o cravo-da-índia e o gengibre. Dentre outros aditivos citam-se espécies psicoativas como o paricá, manacá, cola, noz-moscada e destaque para o dandá ou junçá permitindo potencialização da bebida.
Mota explica que na última década do século XX, devido às mudanças sociais decorrentes da urbanização, a Jurema se transformou e ganhou novos propósitos além dos que já possuía em território nacional, apresentando uma nova "face". A Jurema foi adicionada à beberagem conhecida como daime, em rituais específicos, bem como também foi reinventada e preparada com Peganum harmala, como uma substância transmutada em similaridades à ayahuasca, mas com características muito fortes típicas dos encantos da Jurema.